# Dia (księżyc)
Dia (Jowisz LIII) – mały księżyc Jowisza, odkryty w 2000 roku przez grupę astronomów z Uniwersytetu Hawajskiego, kierowaną przez Scotta Shepparda. Jego nazwa pochodzi z mitologii greckiej – Dia była córką Dejoneusa, uwiedzioną przez Zeusa.

## Charakterystyka fizyczna
Dia jest jednym z najmniejszych księżyców Jowisza, jego średnicę ocenia się na około 4 km. Powierzchnia księżyca jest bardzo ciemna – jego albedo to zaledwie 0,04. Z Ziemi można go zaobserwować jako obiekt o jasności wizualnej co najwyżej 22,4m. Najprawdopodobniej składa się on głównie z krzemianów, a średnia gęstość tego ciała wynosi ok. 2,6 g/cm3.
Księżyc ten obiega Jowisza zgodnie z kierunkiem jego obrotu wokół własnej osi. Wstępnie wyznaczone elementy jego orbity wskazywały, że należy do grupy Himalii. Późniejsze obserwacje, obejmujące więcej niż jedno pełne okrążenie wokół planety, pozwoliły precyzyjnie wyznaczyć parametry jego orbity i potwierdziły przynależność do tej grupy.

## Zagubienie i ponowne odnalezienie
Po odkryciu w 2000 roku księżyc ten nie został zaobserwowany podczas późniejszych przeglądów nieba. Istniało prawdopodobieństwo, że uległ on zniszczeniu w kolizji z dużo większą Himalią. Sonda New Horizons zaobserwowała nieznane wcześniej pasmo materii w pobliżu Himalii, które może być elementem pierścienia. Jego istnienia nie stwierdziła orbitująca wcześniej wokół Jowisza sonda Galileo; mogło ono powstać niedawno, w wyniku zderzenia małego księżyca z dużo większą Himalią, nie była to jednak Dia.
W latach 2010–2011 księżyc ten został ponownie zaobserwowany przy użyciu Teleskopów Magellana. Okazało się, że nie został unicestwiony w kolizji, ale jako mały i ciemny obiekt zwykle ginie w blasku światła odbitego od Jowisza.